# Huan huan aj
A Huan huan aj (換換愛, (pinjin: Huan Huan Ai), angol címén Why Why Love, 2007-ben bemutatott tajvani dráma, főszereplői Rainie Yang, Mike He és Kingone Wang.

## Szereplők
- Rainie Yang - Tong Jia Di (童嘉蒂)
- Mike He - Huo Da (霍達)
- Kingone Wang - Huo Yan (霍彥)
- Judy Qiu - Yang Yan Shu (楊妍書)
- Michelle Chen - Jiang Xiao Nan (江小南)
- Xu Shi Hao - Wu Bo Zi (波子)
- Ge Wei Ru - Liao Cai Juan (廖彩娟)
- Sun Qin Yue - Tong Jia Hui (童嘉輝)
- Ye Min Zhi - Tong Bao San (童寶山)
- Wang Dao - Huo Zhen Hao (霍振浩)
- Jin Yu Lan - Qin Yu Hua (秦玉華)
- Eric Tu	- Sai Lang
- Carolyn Chen - csoportvezető
- Fu Pei Ci - unokatestvére Tong Jia Di
- Xiang Bo Tao - gyermekkor Huo Yan
- Xu Qiong Yun - gyermekkor Yang Yan Shu